# 1380년

## 연호
- 명(明) 홍무(洪武) 13년
- 북원(北元) 천원(天元) 2년
- 일본(日本) 남조(南朝) 덴주(天授) 6년
- 일본(日本) 북조(北朝) 고랴쿠(康暦) 2년
- 쩐 왕조(陳朝) 쓰엉푸(昌符) 4년

## 기년
- 명(明) 태조 홍무제(太祖 洪武帝) 13년
- 북원(北元) 천원제(天元帝) 2년
- 고려(高麗) 우왕(禑王) 6년
- 쩐 왕조(陳朝) 영덕왕(靈德王) 4년

## 사건
- 8월 - 진포대첩, 고려 수군이 화포를 사용하여 진포(鎭浦)에서 왜선 500척을 격침시킴.[1]
- 9월 8일, 쿨리코보전투에서 러시아가 킵차크한국을 격파하다.
- 고려말 무신 이성계가 남원시 운봉에서 왜구를 무찌르다. (황산대첩)

## 탄생
- 고려 33대 국왕 창왕
- 아즈텍 제국 초대 틀라토아니 이츠코아틀

## 사망
- 9월 16일 - 샤를 5세, 프랑스 발루아 왕가의 3대 왕.
- 고려의 문화시중 경복흥
- 고려(高麗)의 왕비(王妃) 희비 윤씨(禧妃 尹氏)
- 왜구(倭寇)의 무신(武臣) 아지발도(阿只抜都)